# Manacal Llano Grande
Manacal Llano Grande är en ort i Mexiko.   Den ligger i kommunen Escuintla och delstaten Chiapas, i den sydöstra delen av landet, 800 km sydost om huvudstaden Mexico City. Manacal Llano Grande ligger 682 meter över havet och antalet invånare är 391.
Terrängen runt Manacal Llano Grande är varierad. Runt Manacal Llano Grande är det ganska tätbefolkat, med 111 invånare per kvadratkilometer. Närmaste större samhälle är Escuintla, 16,6 km väster om Manacal Llano Grande. I omgivningarna runt Manacal Llano Grande växer i huvudsak städsegrön lövskog.